# Estola subannulicornis
Estola subannulicornis là một loài bọ cánh cứng trong họ Cerambycidae.